# Harvey Bernhard
Pour les articles homonymes, voir Bernhard.
Harvey Bernhard (né le 5 mars 1924 à Seattle - mort le 16 janvier 2014) est un producteur et acteur américain.

## Filmographie partielle

### Comme producteur
- 1973 : Le Mac (The Mack) de Michael Campus
- 1976 : La Malédiction (The Omen) de Richard Donner
- 1978 : Damien, la malédiction II (Damien: Omen II) de Don Taylor
- 1981 : La Malédiction finale (Omen III : The Final Conflict) de Graham Baker
- 1985 : Les Goonies (The Goonies) de Richard Donner
- 1985 : Ladyhawke, la femme de la nuit de Richard Donner
- 1987 : Génération perdue (The Lost Boys) de Joel Schumacher
- 1991 : La Malédiction 4 : L'Éveil (Omen IV: The Awakening) (TV)

### Comme acteur
- * 1978 : Damien, la malédiction II (Damien: Omen II) de Don Taylor